# دهستان زرین‌گل
زرین گل، دهستانی از توابع بخش مرکزی شهرستان علی‌آباد در استان گلستان ایران است.

## جمعیت
براساس سرشماری سال ۱۳۸۵ جمعیت آن ۹٬۲۹۲ نفر (۲٬۱۹۴ خانوار) بوده‌است. مردم این دهستان به زبان طبری سخن می‌گویند.